# Serra dos Lemes
Serra dos Lemes é um distrito do município mineiro de Cabo Verde (Minas Gerais). Foi fundado em 8 de setembro de 1920 e, em 1950, foi elevado a distrito. O nome vem da família Lemes, que habitava a região.